# Spætmejse
Spætmejsen (latin: Sitta europaea), 15 cm, er en almindelig ynglefugl i Danmark i ældre løvskove og parker. Uden for Danmark findes spætmejsen i størstedelen af Europa og østpå gennem Asien helt til Stillehavets kyst.

## Beskrivelse
Spætmejsen er trods sit navn ikke en mejse men tilhører sin egen familie, spætmejserne. Det er en lille, kompakt fugl med kraftigt næb. Den har blågrå overside og lysere underside med en sort stribe gennem øjet. Fugle vest for Storebælt er gyldenbrune på undersiden (racen caesia), mens fugle på Sjælland og Lolland-Falster er lysere (racen europaea) og kun rustrøde på undergumpen og de nedre flanker.

## Udbredelse
Arten er almindelig bortset fra i de dele af Vest- og Nordjylland, der mangler ældre løvskove med egnede redehuller. Spætmejsen er en meget stedfast standfugl og spreder sig ikke nemt. Således mangler den på mange øer, som Læsø, Samsø eller Ærø. Den er først for nylig (i 1995) indvandret til Bornholm.

## Stemme
Spætmejsens stemme er kraftig og varieret. Kaldene kan f.eks bestå af høje, klangfulde lyde som dvyt-dvyt-dvyt. Sangen består af klare fløjtetoner, by-i by-i by-i.

## Biologi
Arten yngler i huller i gamle træer eller overtager de huller, som spætter har udhugget og tidligere benyttet. Gamle træer med huller er sjældne i de fleste skove. Derfor er der stor konkurrence mellem de hulerugende fugle som mejser, stære og fluesnappere. For at undgå konkurrence fra de større fugle, mindsker spætmejsen hullet ved at kline det til med ler, indtil det netop passer i størrelse til den selv. På den måde undgår den for eksempel, at stæren overtager hullet.
Spætmejsen kan ligesom spætter og træløbere klatre på træstammer, men kan som den eneste fugl i Danmark også klatre med hovedet nedad.

## Føde
Om sommeren lever spætmejsen især af insekter, edderkopper og andre smådyr. Om efteråret og vinteren lever den derimod af frø, nødder, bog og agern. For at få hul på nødderne, kiler spætmejsen dem fast i barkrevner og hamrer på dem med sit næb. Den bruger i den forbindelse hele sin kropsvægt og udnytter, at den kan bevæge sig med hovedet nedad.